# Dilophus nuptus
Dilophus nuptus är en tvåvingeart som först beskrevs av Speiser 1914.  Dilophus nuptus ingår i släktet Dilophus och familjen hårmyggor. Inga underarter finns listade i Catalogue of Life.